# Sir Robert Baden-Powell (voilier)
Pour les articles homonymes, voir Baden-Powell.
Le Sir Robert Baden-Powell  est une goélette à coque acier battant pavillon néerlandais. Son port d'attache est Lemmer aux Pays-Bas. Elle porte le nom du célèbre lord Robert Baden-Powell, créateur du scoutisme.

## Histoire
Cette goélette, construite pour la Pologne en 1957, est transformée en 1991 pour ressembler aux Baltimore clippers et rebaptisée du nom de Baden-Powell, créateur du mouvement de scoutisme.
En 2008 elle participe à la cinquième édition des fêtes maritimes internationales de Brest (Brest 2008).